# Martaoui
Acacia simplex
Espèce
Classification phylogénétique
Le Martaoui, Acacia simplex, est une espèce de plantes à fleurs de la famille des Mimosacées selon la Classification classique ou des Fabacées selon la Classification phylogénétique. C'est un arbre originaire des îles du Pacifique.

## Distribution et habitat
Il peuple les zones côtières (plages et arrières-plages) de nombreuses îles de l'Océan Pacifique. Il est notamment présent en Nouvelle-Calédonie (où on l'appelle le Martaoui), aux Fidji (Tatakia), aux Samoa (Tatagia) et aux Tonga (Tātāngia).

## Aspect
L'arbre est de taille moyenne. Il atteint 10 mètres.

## Feuilles, fleurs et fruits
Les feuilles forment des phyllodes, en forme de cuillère. Les fleurs jaunes ressemblent à la plupart des espèces du genre Acacia. Les fruits sont des gousses brunes.